# Christina Aguilera
Christina María Aguilera (ur. 18 grudnia 1980 w Nowym Jorku) – amerykańska piosenkarka muzyki pop, autorka tekstów piosenek, kompozytorka, aktorka, osobowość telewizyjna, businesswoman, aktywistka społeczna, producentka muzyczna i producentka telewizyjna.
Pod koniec pierwszej połowy lat 90. zyskała rozgłos jako uczestniczka telewizyjnego talent show Mickey Mouse Club. Karierę w branży muzycznej rozpoczęła w 1997, kiedy to premierę odnotował singel „All I Wanna Do” – duet nagrany przez Aguilerę wraz z Japończykiem Keizo Nakanishi. Po tej współpracy piosenkarka została zauważona; w 1998, ze względu na wysoką skalę głosu, poproszono ją o wykonanie utworu „Reflection” do animowanego filmu Mulan. Podczas koncertów jej głos osiąga rejestr gwizdkowy.
W 1999 przykuła uwagę światowych mediów dzięki debiutanckiemu albumowi, zatytułowanemu po prostu Christina Aguilera. Płyta okazała się ogromnym sukcesem komercyjnym, a trzy pochodzące z niej single – „Genie in a Bottle”, „What a Girl Wants” i „Come on Over Baby (All I Want Is You)” – osiągnęły pierwsze miejsce na liście Billboard Hot 100. Dzięki hiszpańskojęzycznemu albumowi studyjnemu Mi Reflejo (2000), albumowi z muzyką bożonarodzeniową My Kind of Christmas (2000) oraz paru współpracom z innymi artystami Aguilera zdobyła międzynarodową popularność. Po rozstaniu z dotychczasowymi managerami wokalistka przejęła kreatywną kontrolę nad etapem tworzenia swojego czwartego albumu studyjnego, Stripped (2002). Wylansował on przebój „Beautiful”, który pomógł w promocji medialnej materiału. Kolejny album, Back to Basics (2006) – łączący w sobie R&B i hip-hop z gatunkami popularnymi na przełomie pierwszej i drugiej połowy XX wieku, spotkał się z pozytywnym przyjęciem artystycznym oraz sprzedał się w liczbie ponad pięciu milionów egzemplarzy, a do dziś uchodzi za największy sukces Aguilery. Szósty i siódmy albumy studyjne wokalistki, Bionic (2010) oraz Lotus (2012), przez krytykę przyjęte zostały skrajnie, uzyskując mieszane recenzje, ponadto nie okazały się sukcesem komercyjnym, jakiego oczekiwano. Kolejne longplaye, Liberation (2018) i Aguilera (2022), zyskały uznanie wśród dziennikarzy muzycznych.
W 2010 zadebiutowała jako aktorka, występując w filmie muzycznym Burleska.
Źródła podają, że Aguilera sprzedała od 100 do 133 mln egzemplarzy swoich albumów i singli. Umieszcza ją to na liście wokalistów z największą liczbą sprzedanych wydawnictw muzycznych. Jest sześciokrotną laureatką nagrody Grammy, a także jedyną artystką poniżej 30. roku życia, która znalazła się w zestawieniu „100 najwybitniejszych wokalistów wszech czasów” magazynu „Rolling Stone”.

## Życiorys

### Dzieciństwo
Urodziła się na Staten Island, dzielnicy Nowego Jorku, jako córka Fausto Wagnera Xaviera Aguilery, ówczesnego sierżanta U.S. Army, z pochodzenia Ekwadorczyka, oraz Shelly Loraine (z domu Fidler), nauczycielki języka hiszpańskiego (artystka poznała ten język, ponieważ posługiwano się nim w domu). Babcia ze strony matki, Delcie Mabel Dunfee, pochodzi z Irlandii, dziadek zaś posiada korzenie niemieckie, walijskie i holenderskie, co zapewnia wokalistce wielonarodowe pochodzenie. Ponieważ ojciec Aguilery był wojskowym, rodzina często się przeprowadzała. Razem z sierżantem rodzina Aguilery stacjonowała w Earnest Harmon Air Force Base w kanadyjskim miasteczku Stephenville oraz przez pewien okres zamieszkiwała w Japonii. Christina wychowywała się z obojgiem rodziców przez siedem pierwszych lat swojego życia, następnie Fausto i Shelly Loraine się rozwiedli. Matka przeprowadziła się z Aguilerą i jej młodszą siostrą Rachel do domu swej babki w Rochester, miejscowości położonej 40 km od Pittsburgha, w stanie Pensylwania. Według Aguilery i jej matki, Fausto był agresywnym, nadpobudliwym ojcem i mężem oraz stosował w domu przemoc. W 2009 na łamach telewizji E! wokalistka udzieliła na ten temat wywiadu: „(...) Doświadczyłam mnóstwa nieprzyjemności, popychania, bicia, kłótni. Dorastając, nie czułam się bezpiecznie. Bezsilność to najgorsze uczucie na świecie (...)”. Tematykę trudnego dzieciństwa podjęła w dwóch ze swoich utworów: „I’m OK” z albumu Stripped (2002) oraz „Oh Mother” z albumu Back to Basics (2006). Pomimo iż ojciec kilkukrotnie kontaktował się z córką listownie, ta nie wykazała dotąd chęci pojednania się z nim.
Ojczymem Aguilery został Jim Kearns, ratownik medyczny, którego poślubiła Shelly Loraine, i którego nazwisko przejęła. Talent muzyczny odziedziczyła po matce, będącej swego czasu znakomitą skrzypaczką. W wieku sześciu lat wygrała szkolny pokaz uzdolnień, by wkrótce potem wziąć udział w podobnych imprezach; lokalnie znana była jako „mała dziewczynka z wielkim głosem”. W 1987 osiedliła się z rodziną na stałe w Wexford (Pensylwania). Trzy lata później w Hollywood wystąpiła w programie telewizyjnym Star Search, gdzie tym razem nie udało jej się zwyciężyć – wykonanie popowego standardu „A Sunday Kind of Love” przyniosło jej drugie miejsce. Po powrocie z Los Angeles zaśpiewała na łamach programu Wake Up with Larry Richert lokalnej stacji KDKA-TV. Ponadto często wykonywała hymn narodowy przed meczami najważniejszych sportowych drużyn zawodowych miasta Pittsburghu: Pittsburgh Steelers (futbol amerykański), Pittsburgh Pirates (baseball) i Pittsburgh Penguins (hokej na lodzie).

## Kariera

### 1992–2001:Klub Myszki Mikii początki kariery
Przez dwa sezony występowała w talent show Mickey Mouse Club, w którym poznała Britney Spears i Justina Timberlake’a. Od kwietnia do października 1992 wraz z pozostałymi uczestnikami programu nakręciła trzydzieści sześć odcinków Klubu Myszki Miki, które kanał Disney Channel emitował aż do końca 1993. W drugim sezonie powstały 44 nowe odcinki z udziałem znanych bohaterów dziecięcych, które ukazywały się na antenie Disney Channel od maja 1995 do marca 1996. Wtedy bowiem zamknięto Klub, którego oglądalność spadała.
Dwa lata po zakończeniu programu Christina zaczęła podróżować po świecie, by szkolić swój talent wokalny. W 1997 występowała w Japonii i Rumunii. W Azji nagrała duet z tamtejszą gwiazdą muzyki pop – Keizo Nakanishim. Piosenka nosiła tytuł „All I Wanna Do” i odniosła sukces w rodzimej Japonii, przyczyniając się do wzrostu popularności Aguilery. W 1998 początkująca piosenkarka podpisała kontrakt z firmą RCA Records na nagranie utworu przewodniego do animowanego filmu Mulan (1998). Premiera filmu odbyła się w czerwcu kolejnego roku, a singel „Reflection” był notowany wysoko na listach przebojów muzyki pop. Utwór uzyskał nominację do Złotego Globu w kategorii najlepsza piosenka filmowa.
Rozpoczęła pracę nad swoim debiutanckim albumem. Płytę wyprodukowali: Guy Roche („What a Girl Wants”), Steve Kipner i David Frank („Genie in a Bottle”), Travon Potts („Blessed”). Teksty piosenek zaś napisali: Diane Warren („I Turn to You”, „Somebody’s Somebody”), Heather Holley („Obvious”), Carl Sturken i Evan Rogers („Love Will Find a Way”, „Love For All Seasons”), Paul Rein („Come on Over Baby (All I Want Is You)”). W 1999 płyta była już gotowa, a sama wokalistka wystąpiła w czerwcu podczas ceremonii wręczenia ALMA Awards. Także w czerwcu ukazał się singel „Genie in a Bottle”. Utwór szybko dotarł do pierwszego miejsca na liście Billboardu Hot 100 i utrzymał się na szczycie przez pięć tygodni. Następnie pojawił się debiutancki album zatytułowany, po prostu, Christina Aguilera, który powtórzył sukces singla inauguracyjnego. W październiku utwór „Genie in a Bottle” został wydany w Wielkiej Brytanii i debiutował na miejscu pierwszym zestawienia UK Singles Chart. Z listopadem na Wyspach Brytyjskich ukazał się także debiutancki album wokalistki. Pod koniec roku Aguilera została uznana za jedną z najbardziej fascynujących kobiet 1999 roku. Otrzymała nagrodę w kategorii najlepszy nowy artysta na ALMA Awards. Pojawiła się na okładkach wielu magazynów oraz śpiewała swoje piosenki w różnych amerykańskich programach telewizyjnych.

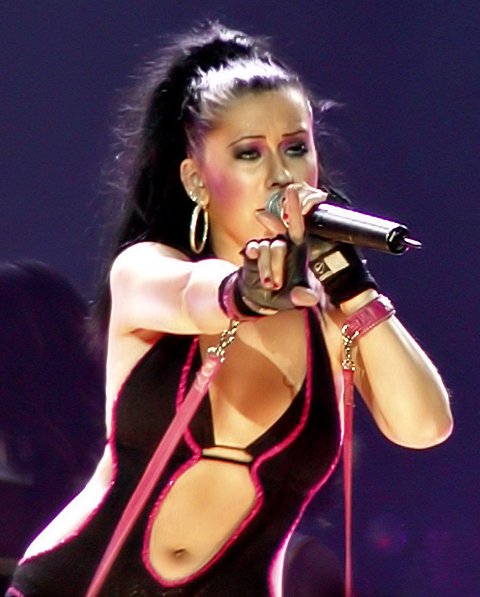
Aguilera podczas trasy The Stripped Tour, 2003

W grudniu 1999 jako singel została wydana piosenka „What a Girl Wants”. Stała się ona pierwszą kompozycją, która osiągnęła pozycję szczytową notowania Billboard Hot 100 w 2000, a także zyskała niepowtarzalną możliwość bycia pierwszym singlem nr 1 XXI wieku w USA. Nieco wcześniej, 23 listopada pojawił się świąteczny singel Christiny pt. „The Christmas Song”. Przed samymi świętami Bożego Narodzenia wokalistka wystąpiła wraz z B.B. Kingiem i Jewel w Białym Domu dla prezydenta Stanów Zjednoczonych – Billa Clintona. W styczniu 2000 Aguilera zaśpiewała „I Turn to You” i „What a Girl Wants” podczas American Music Awards. Wystąpiła też u boku Enrique Iglesiasa na Super Bowl Half-Time Show. Pod koniec stycznia ogłoszono nominacje do ekskluzywnych nagród Grammy. Aguilera została nominowana w dwóch kategoriach: najlepszy nowy artysta i najlepszy żeński występ pop (za „Genie in a Bottle”). Ostatecznie 20 lutego zdobyła złotą statuetkę gramofonu za najlepszy debiut 1999 roku.
W lutym 2000 opublikowano dwa wydawnictwa: w Wielkiej Brytanii pojawił się singel „What a Girl Wants”, który doszedł do miejsca drugiego brytyjskiej listy przebojów, ogólnoświatowo wydano zaś pierwszy w karierze swej wykonawczyni koncertowy album DVD, Genie Gets Her Wish. W marcu Aguilera udała się do Tajwanu na konferencję prasową i koncert, gdzie świętowała swoje zwycięstwo podczas Grammy Awards. W kwietniu wystąpiła na imprezie Men Strike Back, jako jedyna przedstawicielka płci żeńskiej. Na tym koncercie pojawili się również Backstreet Boys, Sting i Enrique Iglesias. W maju zdobyła dwie nagrody Blockbuster w kategoriach najlepszy nowy artysta żeński oraz ulubiony singel („Genie in a Bottle”), a jej debiutancki singel został uznany najlepszym międzynarodowym singlem roku na ASCAP Awards. W podobnej kategorii Christina odebrała nagrodę Ivor Novello.
Na początku lipca 2000 ruszyła w trasę koncertową, której sponsorami były firma odzieżowa Levi’s oraz korporacja Sears. Także w lipcu w Wielkiej Brytanii ukazał się singel „I Turn to You”, wcześniej wydany w formie airplay na całym świecie. Na Wyspach Brytyjskich ballada ta osiadła na dziewiętnastej pozycji notowania UK Singles Chart, a w Stanach Zjednoczonych osiągnęła szczytne trzecie miejsce listy Billboard Hot 100. W sierpniu wokalistka nagrała piosenkę przewodnią dla nowej kampanii reklamowej koncernu Coca-Cola. Za podpisanie umowy z koncernem otrzymała następnie honorarium w wysokości siedemdziesięciu pięciu milionów dolarów. We wrześniu ukazał się hiszpańskojęzyczny album Aguilery zatytułowany Mi Reflejo. Płyta ta doszła do dwudziestej siódmej pozycji na amerykańskiej liście przebojów wydawnictw albumowych; był to bardzo duży sukces, nietypowy dla płyty nieanglojęzycznej. Następnie Aguilera zdobyła nominację do Latynoskiej Nagrody Grammy za piosenkę „Genio atrapado”, która to jako pierwszy singel promowała album. We wrześniu odbyła się także premiera singla „Come on Over (All I Want Is You)”, który wydano jako finalny utwór promujący album Christina Aguilera. Piosenka debiutowała na pozycji ósmej na brytyjskiej liście przebojów, w USA stała się dużym hitem i spędziła cztery tygodnie na szczycie notowania Billboardu Hot 100. Miesiąc później miał premierę świąteczny album artystki pt. My Kind of Christmas, który w styczniu 2001 roku pokrył się platyną.

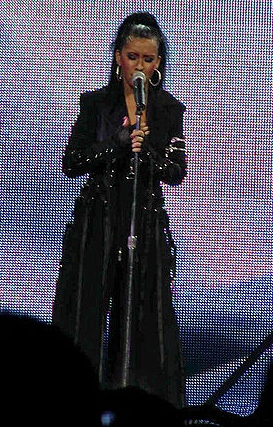
Aguilera, 2003

Rok 2001 był dla Aguilery przede wszystkim okazją do współpracy z innymi artystami. W styczniu wokalistka pracowała z Rickym Martinem nad nową wersją piosenki „Nobody Wants to Be Lonely”, pochodzącej z albumu Martina pt. Sound Loaded. Utwór ten stał się wielkim hitem na całym świecie, doszedł do jedenastej pozycji notowania amerykańskich przebojów. W kwietniu Christina nagrała wraz z Lil’ Kim, Mýą i Pink nową wersję hitu Patti LaBelle „Lady Marmalade”. Producentką tego nagrania została raperka Missy Elliott, sam utwór znalazł się na ścieżce dźwiękowej do musicalu Moulin Rouge! (2001).
W tym samym czasie Aguilera zdobyła kolejne dwie nagrody Blockbuster (za płytę Mi Reflejo oraz w kategorii ulubiona artystka roku). W maju 2001 wraz z Rickym Martinem zaśpiewała piosenkę „Nobody Wants to Be Lonely” na World Music Awards w Monako, a piosenka „Lady Marmalade” stała się singlem nr 1 w Stanach Zjednoczonych. Był to tym samym czwarty numer jeden Christiny na liście singli w USA. W czerwcu został wydany album DVD My Reflection, który jest zapisem jednego z koncertów (wyemitowanym przez ABC).
W lipcu 2001 Aguilera, Pink, Mýa i Lil’ Kim zostały uhonorowane za cover „Lady Marmalade” sześcioma nominacjami do nagród MTV Video Music Awards. Miesiąc później piosenka uzyskała nagrodę Teen Choice w kategorii piosenka lata. We wrześniu utwór „Lady Marmalade” zdobył nagrody MTV za najlepszy klip roku i najlepszy teledysk z filmu. Christina, Lil’ Kim, Mýa i Pink zaśpiewały na głównej gali. Wkrótce potem zostały ogłoszone nominacje do Latynoskich Nagród Grammy. Po raz kolejny nominowana była Christina, która ostatecznie nagrodzona została pierwszą w swojej karierze nagrodę Latin Grammy (za album Mi Reflejo, który we wrześniu uzyskał status potrójnie platynowej płyty). W tym samym czasie wokalistka wzięła udział w nagraniu nowej wersji przeboju Marvina Gaye’a „What’s Going On”. W piosence tej można było również usłyszeć m.in. Bono z zespołu U2, Backstreet Boys, Britney Spears, Destiny’s Child, Nelly Furtado oraz Jennifer Lopez.

### 2002–2004:Strippedi zmiana wizerunku
W lutym 2002 roku Aguilera wystąpiła na zakończeniu Zimowych Igrzysk Olimpijskich w Salt Lake City. Zaśpiewała tam swój nowy utwór pt. „Infatuation”, promujący jej nadchodzący album. Wkrótce zostały ogłoszone nominacje do nagród Grammy, podczas rozdania których nagrodzono piosenkę „Lady Marmalade”. W maju Aguilera otrzymała kolejne nagrody za tę piosenkę; tym razem do jej rąk trafiły: nagroda ALMA, nagroda MTV Japan (najlepszy teledysk z filmu) oraz MPVA Award (najlepsza stylistyka do teledysku). Od 2001 roku Christina pracowała nad nową płytą, na której opisała swoje doświadczenia – przejścia z byłym chłopakiem, załamanie nerwowe i zdradę przyjaciół. Przy pisaniu dość osobistych tekstów pomagali jej: Scott Storch i Matt Morris („Can’t Hold Us Down”, „Walk Away”, „Fighter”, „Infatuation”), Alicia Keys („Impossible”), Linda Perry („Beautiful”, Make Over”, „Cruz”), Rob Hoffman i Heather Holley („Soar”), Steve Morales („Get Mine, Get Yours”), Jasper Cameron („Dirrty”) i Glen Ballard („The Voice Within”).

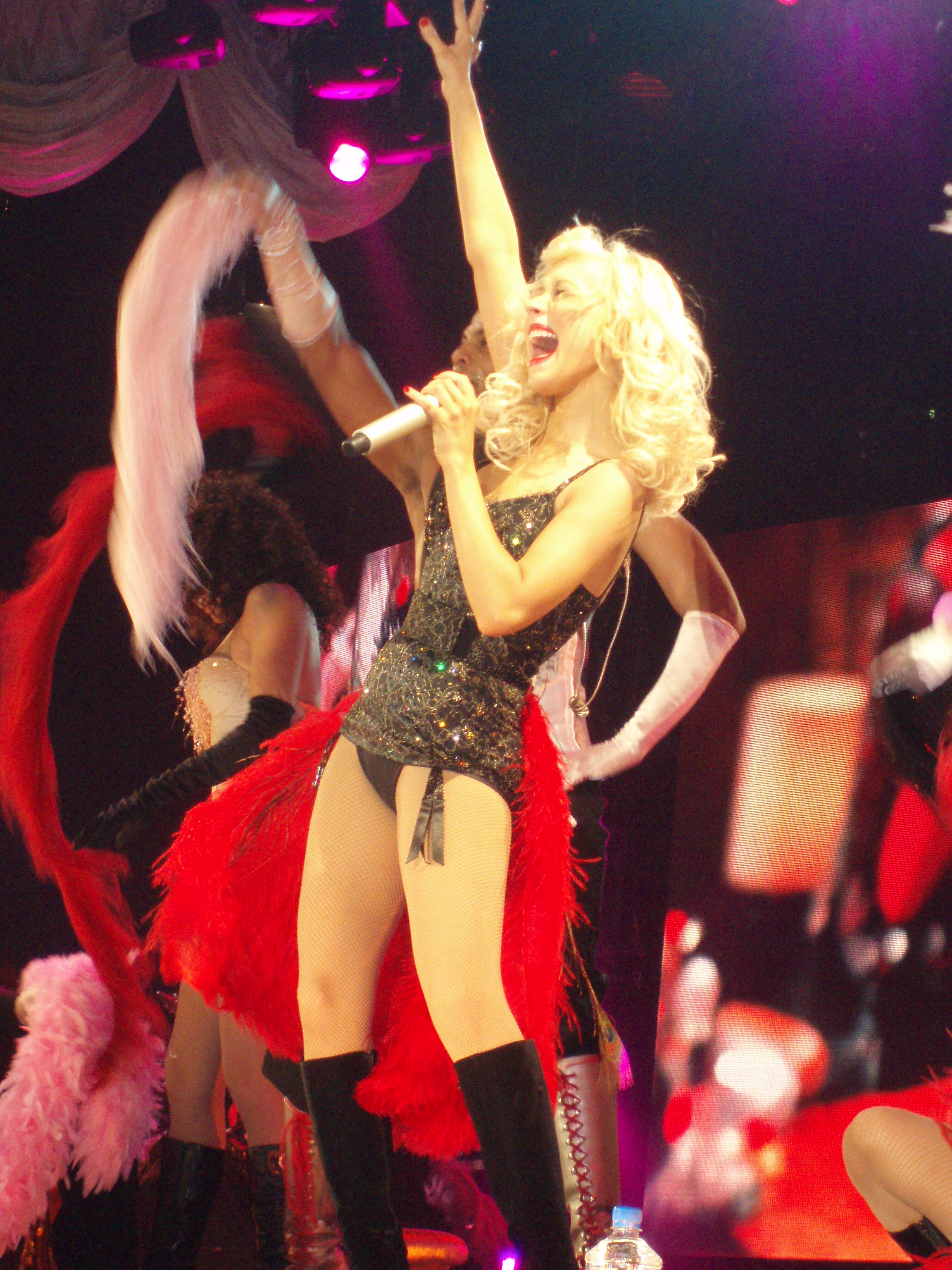
Christina Aguilera wykonująca utwór „Lady Marmalade”, 2006

Na pierwszy singel promujący album wytypowano piosenkę „Dirrty”, która nie zyskała większej popularności w Stanach Zjednoczonych, za to w Europie odnotowała znacznie większy sukces komercyjny, zdobywając miejsca w pierwszych piątkach (Top 5) wielu list przebojów. Utwór ilustrował kontrowersyjny wideoklip. 26 października nastąpiła światowa premiera płyty pt. Stripped, która okazała się kolejnym tryumfem Aguilery, mimo iż nie zdobyła pierwszego miejsca na liście przebojów albumowych Billboardu. Pod koniec roku został wydany singel „Beautiful”; stał się on hymnem dla wszystkich, którzy czują się odrzuceni, brzydcy, niedocenieni.
Rok 2003 przyniósł wokalistce kolejne nagrody i wyróżnienia (m.in. TRL Award, CGM.PL, MOBO, MVPA, GLAAD Media Award), a Stripped zdobyło status dwukrotnej platyny. Ten rok to również okres wytężonej pracy – zdjęcia do wizjonerskiego teledysku do singla „Fighter” (premiera 18 marca) oraz przygotowania do trasy koncertowej Justified and Stripped Tour z Justinem Timberlakiem, która rozpoczęła się 4 czerwca, jak również do trasy indywidualnej Stripped World Tour (start: 22 września). Zapis drugiego tournée posłużył za materiały do albumu DVD Stripped Live in the UK, który uzyskał miano najpopularniejszego koncertowego albumu DVD ostatniego kwartału 2004 roku. Do końca 2003 wydano jeszcze dwa kolejne single z czwartego albumu Aguilery – mocno feministyczny „Can’t Hold Us Down”, nagrany z Lil’ Kim, oraz utrzymany w konwencji balladycznej „The Voice Within” – także zdobywające niemałą popularność.
Materiał nagrany na album Stripped został wyróżniony podczas ceremonii wręczenia nagród Grammy w latach 2003–2004. 23 stycznia '03 nagrany z Redmanem duet „Dirrty” nominowano do nagrody w kategorii najlepsza współpraca wokalna – muzyka pop. 8 lutego 2004 singel „Beautiful” zdobył statuetkę jako „najlepszy żeński występ pop” oraz nominację w kategorii piosenka roku, zaś „Can’t Hold Us Down” uzyskał nominację do tej samej nagrody, co „Dirrty” rok wcześniej.

### 2005–2007: EraBack to Basics

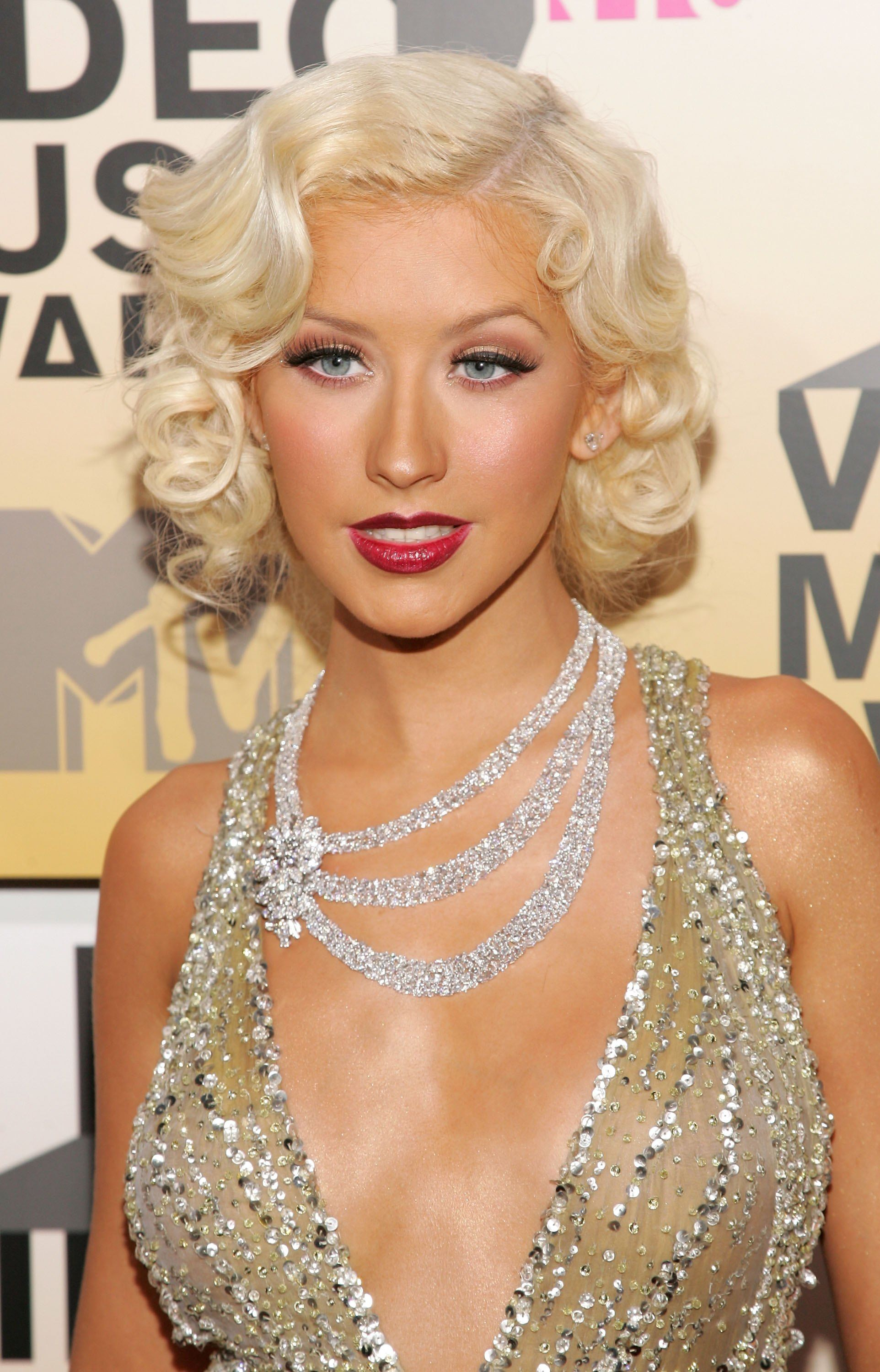
Gala MTV Video Music Awards, 2006

W czerwcu 2006 roku wyszedł pierwszy singel z nowej płyty Christiny pt. Back to Basics; była to piosenka „Ain’t No Other Man”. Na płycie znalazły się odwołania do muzyki w stylu lat 20., 30. i 40. (głównie jazz i blues) w nowocześniejszych aranżacjach. Album został pozytywnie przyjęty przez światowych krytyków muzycznych, a w krótkim czasie odniósł wielki sukces finansowy. We wrześniu 2006 roku wydano drugi singel z płyty pt. „Hurt”, utrzymany w stylistyce piano pop. Obydwa utwory odniosły spektakularne tryumfy komercyjne i stały się hitami światowych list przebojów. W listopadzie Christina Aguilera wyruszyła w trasę koncertową po Stanach Zjednoczonych i Europie.
W styczniu 2007 roku artystka wydała singel promujący utwór „Candyman”, który odniósł spory sukces w krajach skandynawskich. Z czerwcem tegoż roku media doniosły, że Aguilera zamierza wydać ostatni singel ze swojej piątej płyty. Tym razem miał być to „Slow Down Baby”. Spekulacje okazały się prawdziwe, a singel został wydany między innymi w Australii i Oceanii. Następnie media podawały także, jakoby ostatnim singlem promującym płytę w Europie miałaby być piosenka „Oh Mother”, a nie „Slow Down Baby”. Również te donosy pokrywały się z prawdą. By promować swój piąty studyjny album, latem 2007 roku artystka wyjechała na trasę koncertową Back to Basics Tour po Ameryce, Europie, Azji i Australii. Wydano także dysk DVD zatytułowany Back to Basics: Live and Down Under, stanowiący zapis koncertów. Tournée zostało przygotowane z rozmachem i było dużym wydarzeniem medialnym. Zyski ze sprzedaży biletów na trasę wyniosły w sumie dziewięćdziesiąt milionów dolarów, połowa z tej kwoty została zainkasowana w Stanach Zjednoczonych. Back to Basics Tour była najlepiej opłacalną trasą koncertową jakiejkolwiek amerykańskiej wokalistki w 2007 roku.
W czerwcu 2007 roku oficjalnie wydano oświadczenie, iż Aguilera jest w dziewiątym tygodniu ciąży. Potomek wokalistki, syn Max Liron Bratman, przyszedł na świat 12 stycznia 2008 roku. Christina nagrała teledysk do singla promocyjnego „Save Me from Myself”, który ukazał się z okazji narodzin jej pierwszego dziecka. Teledysk został opublikowany dzień po narodzinach chłopca. W klipie można było zobaczyć prywatne nagrania ze ślubu Christiny i Jordana. Era Back to Basics przyniosła Aguilerze wiele nagród i wyróżnień, w tym te najbardziej prestiżowe: Grammy w kategorii najlepszy żeński występ pop za „Ain’t No Other Man” oraz dwie inne nominacje do tego lauru (za album i singlowy utwór „Candyman”).

### 2008:Keeps Gettin’ Better
Na początku marca 2008 producent muzyczny DJ Premier, udzielający się wcześniej przy płycie Back to Basics, ujawnił, że pracuje z Aguilerą nad jej następnym albumem. Artystka przygotowała electropopowy album, który melodyjnie i gatunkowo brzmiał zupełnie inaczej niż Back to Basics. Płyta była inspirowana narodzinami jej pierwszego syna, które zachęciły artystkę do wydania kolejnego albumu.

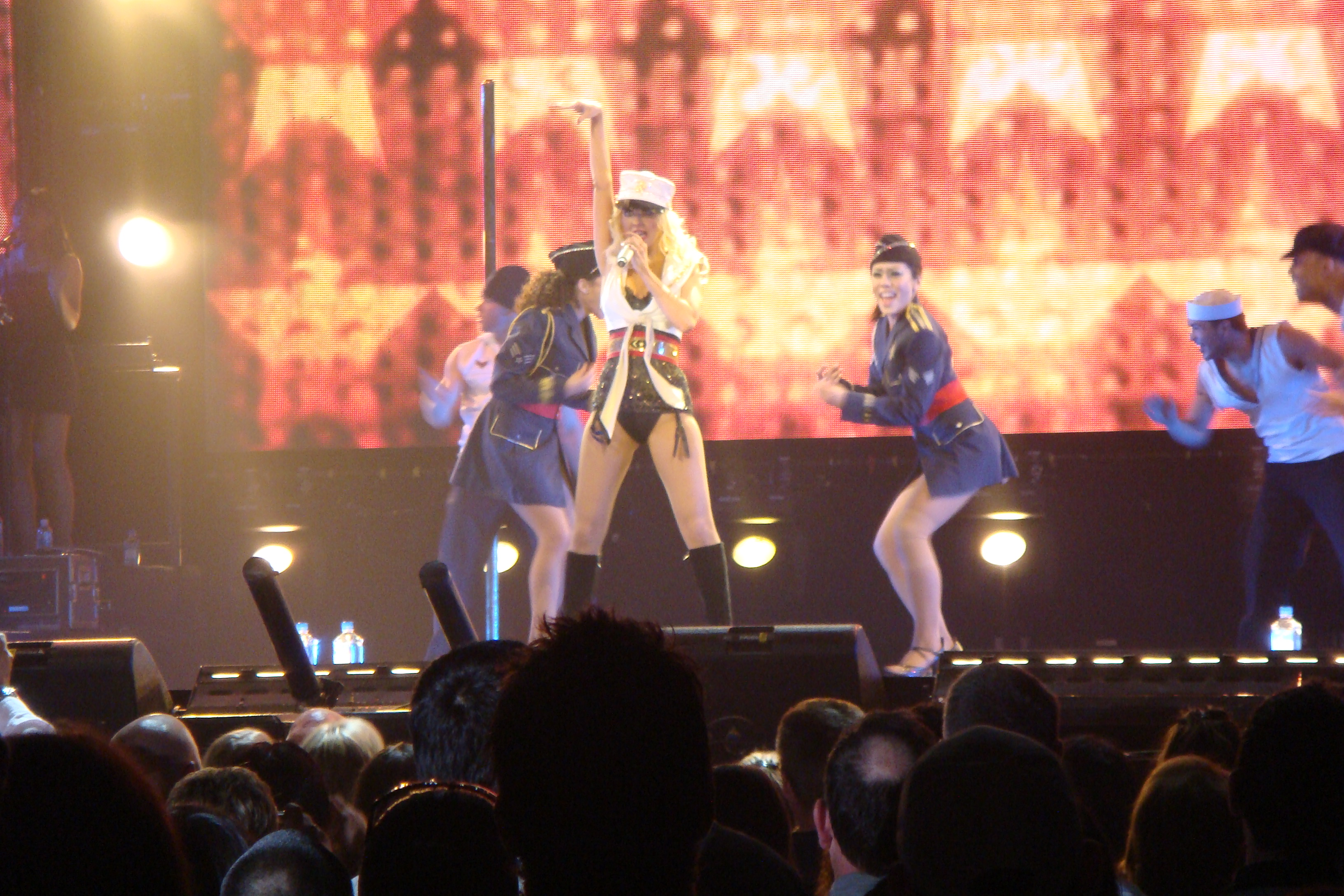
Christina Aguilera podczas występu, 2007

Aguilera sesje nagraniowe w studio rozpoczęła w marcu 2008. W marcu również odbyła się sesja do nowej kolekcji srebra „Shattered” Stephena Webstera. Pierwsza kampania z artystką została zaprezentowania w kwietniowym wydaniu magazynu W. Kampania została stworzona przez Vincenta Petersa, z którym Christina współpracowała w 2003 przy sesji zdjęciowej do czasopisma The Face. Zdjęcia do kolekcji były inspirowane działalnością Alfreda Hitchcocka. Na początku maja magazyn Maxim ogłosił listę „najgorętszych kobiet”. Christina uplasowała się w wymienionym notowaniu na miejscu ósmym. Artystki nie zabrakło również na liście najbardziej wpływowych artystów w przemyśle muzycznym, zorganizowanej przez MuchMusic. Aguilera zajęła na niej 11. miejsce. W majowym wydaniu magazynu US Weekly zdradziła szczegóły powrotu do swojej naturalnej wagi i opowiedziała o synu, Maksie, a rozmowę wzbogaciła sesja zdjęciowa do czasopisma z udziałem artystki. O pytaniach zadawanych przez znanego dziennikarza decydowali internauci. W lipcowym wydaniu magazynu Glamour Aguilera pojawiła się na okładce, a w środku znalazł się obszerny wywiad oraz zdjęcia z ostatniej sesji piosenkarki wykonanej przez Roberta Erdmanna.
We wrześniu 2008 premierę miał singel „Keeps Gettin’ Better”, który obok „Dynamite” znalazł się na składance pt. Keeps Gettin’ Better – A Decade of Hits z największymi hitami artystki. Utwór osiągnął pozycje w Top 10 kilku notowań, między innymi na Billboard Hot 100 w Stanach Zjednoczonych. W tym okresie wokalistka pojawiła się również w reklamie swojej najnowszej linii perfum Inspire, w której został zawarty sampel z utworu „Seventeen” zespołu Ladytron. 8 września 2008 wystąpiła podczas 25. rocznicy rozdania nagród MTV Video Music Awards, gdzie zaprezentowała singel „Keeps Gettin’ Better” oraz nową aranżację swojego pierwszego przeboju „Genie in a Bottle”. 11 listopada ukazało się oficjalne wydawnictwo albumu Christiny Keeps Gettin’ Better – A Decade of Hits, zawierające największe przeboje artystki, dwa nowe utwory oraz nowe wersje utworów „Genie in a Bottle” („Genie 2.0”) i „Beautiful” („You Are What You Are”), zrealizowane w nadmienionej, electropopowej konwencji.

### 2009–2010:BioniciBurleska
Wokół nowego albumu Christiny pojawiło się wiele plotek i spekulacji. Przez jakiś czas mówiono, że nowy album artystki ma nosić tytuł Light & Darkness i ukazać się na jesieni 2009 roku. Wraz z początkiem roku 2010 prace nad płytą zostały ukończone. Światowa premiera albumu – ostatecznie zatytułowanego Bionic – nastąpiła 4 czerwca 2010 r. Inauguracyjny singel promujący tę płytę, „Not Myself Tonight”, miał premierę 30 marca. W studiu nagraniowym Aguilera współpracowała z wieloma artystami, takimi jak: Linda Perry, Sia Furler, Samuel Dixon, Christopher „Tricky” Stewart, Claude Kelly, Santigold, M.I.A., John Hill, Dave „Switch” Taylor, Ladytron i Le Tigre. Każdy z nich reprezentował odmienny nurt muzyczny, co miało znaczny wpływ na nowe brzmienie artystki. Jak sama stwierdziła, jest ono futurystyczne, różniące się od poprzedniego stylu, znanego z Back to Basics.

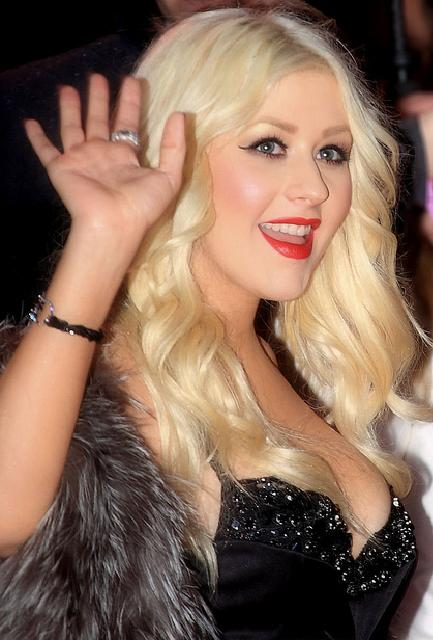
Christina Aguilera na premierze filmu Burleska, 2010

Utwór „Not Myself Tonight” nie osiągnął zamierzonego sukcesu w krajach Ameryki Północnej, w Stanach Zjednoczonych zdobywając jedynie 23. pozycję notowania Billboard Hot 100, a na liście Canadian Hot 100 uzyskując szczytne miejsce jedenaste. Większą popularnością singel cieszył się w Europie, a przebojem okazał się w krajach azjatyckich – dotarł do szczytowych pozycji oficjalnych notowań Libanu, Hongkongu i Indonezji oraz odnotował swoją obecność w Top 10 japońskiego zestawienia Hot 100. Na drugi singel z albumu Bionic – singel promo – wytypowano utwór „Woohoo”, nagrany przez Aguilerę we współpracy z Nicki Minaj. Trzecim w ogóle, a drugim oficjalnym singlem z płyty została ballada „You Lost Me”, wydana 29 czerwca 2010. We wrześniu 2010 w Australii i Nowej Zelandii za czwarty singel posłużyła piosenka „I Hate Boys”. Trzy ostatnie single nie spotkały się z mocną promocją medialną, przez co straciły na przebojowości. „You Lost Me” stał się pierwszym z singli Aguilery, który nie uplasował się w zestawieniu Billboard Hot 100.
Pod koniec listopada 2010 odbyła się premiera filmu muzycznego Burleska (Burlesque), którym Aguilera zadebiutowała w roli aktorki. W projekcie wcieliła się w główną bohaterkę, Ali Marilyn Rose, a na ekranie partnerowała Cher. Począwszy od 2009 roku artystki wspólnie nagrały soundtrack do filmu, który na rynku muzycznym ukazał się na tydzień przed światową premierą Burleski. W pierwszej połowie sierpnia 2010 opublikowany został wideoklip do niesinglowego utworu „Something’s Got a Hold on Me” w wykonaniu Aguilery – coveru szlagieru Etty James pod tym samym tytułem, a następnie, 3 listopada, premierę odnotował pierwszy oficjalny singel ze ścieżki dźwiękowej – „Express”. W 2012 album Burlesque: Original Motion Picture Soundtrack został nominowany do nagrody Grammy w kategorii najlepszy soundtrack kompilacyjny – media wizualne. 15 listopada 2010 artystka uhonorowana została własną gwiazdą na Hollywood Walk of Fame.

### 2011−2014:The Voice, eraLotusi inne projekty muzyczne
Wraz z początkiem listopada 2010 ujawniła, że pracuje nad swoim siódmym albumem studyjnym. W lutym 2011 wystąpiła na rozdaniu prestiżowych nagród Grammy Awards, gdzie wykonała piosenkę „Ain’t No Way” w hołdzie dla legendy soulu – Arethy Franklin. Wraz z Yolandą Adams, Jennifer Hudson, Martiną McBride oraz Florence Welch wykonała również utwór „(You Make Me Feel Like) A Natural Women”. Wczesną wiosną 2011 zaangażowała się w produkcję pierwszej edycji talent show stacji NBC The Voice, w którym obok trojga innych uznanych amerykańskich artystów muzycznych pełniła funkcję trenera wokalnego. Kontynuowała rolę mentorki w kolejnych sezonach talent show, w latach 2011–2016. W maju 2011 nagrała wraz z jednym z jurorów, Adam Levine’em, oraz jego grupą Maroon 5 singlowy utwór „Moves Like Jagger”. Singel został opublikowany w miesiąc później, plasując się wysoko na listach przebojów. Sprzedał się w nakładzie ponad dziesięciu milionów egzemplarzy i znajduje się wśród najlepiej sprzedających się wydawnictw singlowych wszech czasów. W 2012 zyskał także nominację do nagrody Grammy jako najlepszy występ pop duetu lub grupy.

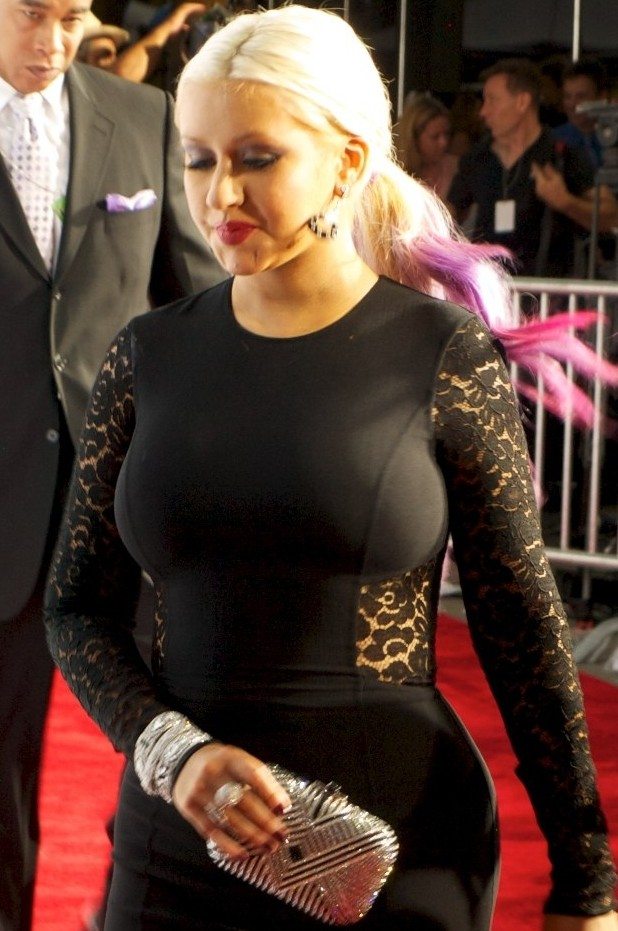
Christina Aguilera w 2012 roku, w czasie rozdania nagród ALMA Awards.

28 stycznia 2012 zaśpiewała na pogrzebie Etty James, występując ze szlagierem zmarłej „At Last”. Została nagrodzona owacjami na stojąco. Nagrała hiszpańskojęzyczny utwór „Casa de mi padre”, który zawarty został na ścieżce dźwiękowej do filmu pod takim tytułem, reżyserowanego przez Matta Piedmonta. Film oraz soundtrack wydano w marcu 2012.
Latem 2012 zaczęły narastać spekulacje na temat kolejnego albumu Aguilery. Singel promujący nowe wydawnictwo nosił tytuł „Your Body” i został wydany 17 września 2012. Siódmy studyjny album Aguilery pt. Lotus premierę miał 13 listopada 2012. Album, jak i pochodzące z niego single („Your Body” i „Just a Fool”), nie zyskały znaczącego sukcesu na listach przebojów. „Your Body” debiutował z 34. miejscu na liście Billboard Hot 100. Drugi singel w tym samym notowaniu objął szczytnie miejsce siedemdziesiąte pierwsze. Odbiór albumu przez krytyków muzycznych był mieszany.
W 2013 znalazła się na liście najbardziej wpływowych osób świata według tygodnika Time, a stacja VH1 uznała ją za jedną ze stu „najwspanialszych kobiet świata muzyki”. W pierwszej połowie 2013 premierę miały muzyczne współpracy Aguilery z innymi artystami: single „Feel This Moment” (nagrany wraz z Pitbullem) oraz „Hoy tengo ganas de ti” (z Alejandro Fernándezem). „Feel This Moment” zajął ósme miejsce listy Billboard Hot 100 oraz piąte na UK Singles Chart. Pod koniec sierpnia 2013 wydała nieoficjalny teledysk do piosenki „Let There Be Love”, pochodzącej z płyty Lotus. Klip, w którym gościnnie występują przyjaciele i rodzina artystki, w tym jej syn, nakręcony został w podzięce dla fanów, za wiele lat wsparcia płynącego z ich strony. Przez teledysk przewijają się ujęcia transparentów, opatrzonych pokrzepiającymi komentarzami, negującymi rasizm oraz wspierającymi społeczność LGBT. Pozytywna wymowa wideoklipu została korzystnie oceniona przez krytykę.
Pod koniec września 2013 ogłoszono, że piosenka nagrana przez Aguilerę, „We Remain”, znajdzie się na ścieżce dźwiękowej do filmu science-fiction Igrzyska śmierci: W pierścieniu ognia. W październiku 2013 „We Remain” został drugim singlem promującym soundtrack. Na początku listopada 2013 opublikowano singel „Say Something” – efekt współpracy Aguilery z niezależnym zespołem A Great Big World. Utwór zebrał pozytywne recenzje, a także stał się hitem w wielu krajach świata. W Stanach Zjednoczonych zajął czwarte miejsce listy Billboard Hot 100; objął też pierwsze pozycje list przebojów w Kanadzie, Australii, Belgii i kilku państwach azjatyckich. W lutym 2015 utwór został uhonorowany nagrodą Grammy w kategorii najlepszy występ pop duetu lub grupy. 1 stycznia 2014 ukazał się studyjny remiks singla Lady Gagi „Do What U Want” z Aguilerą na featuringu.
28 marca 2014 miała wystąpić podczas festiwalu muzycznego Twin Towers Alive w Petronas Towers w Kuala Lumpurze, koncert został jednak odwołany z powodu katastrofy lotu Malaysia Airlines 370. Mimo to zagrała koncert przed prywatną publicznością, w trakcie którego zaśpiewała 15 utworów.

### Od 2015: Projekty telewizyjne,LiberationorazAguilera
W drugiej połowie kwietnia 2014 ogłosiła rozpoczęcie pracy nad ósmym albumem studyjnym. W kwietniu 2015 gościnnie występowała w serialu telewizji ABC Nashville. Jako gwiazda popu Jade St. John pojawiła się w trzech odcinkach serialu. Występ Aguilery w Nashville zebrał pozytywne recenzje krytyków telewizyjnych. Wiązał się ponadto z wydaniem dwóch singli promocyjnych: „The Real Thing” oraz „Shotgun”. 19 kwietnia 2015 Aguilera wystąpiła podczas gali Academy of Country Music Awards w Teksasie, na której wykonała piosenki „Shotgun” i „Riot” z zespołem Rascal Flatts. 28 maja 2016 występ artystki przed 200-tysięczną widownią zamknął marokański festiwal muzyczny Mawazine.
17 czerwca 2016 wydała singel charytatywny „Change”, który dedykowała ofiarom strzelaniny w Orlando i ich rodzinom. W sierpniu 2016 ukazał się soundtrack z serialu produkcji Netflix pt. The Get Down, na którym znalazł utwór disco „Telepathy”, nagrany przez Aguilerę we współpracy z Nilem Rodgersem. Była producentką programu telewizyjnego Tracks, nadawanego przez stację Spike TV. Zagrała też u boku Ewana McGregora i Léi Seydoux w filmie fantastycznonaukowym Kochanek idealny (Zoe, 2018).

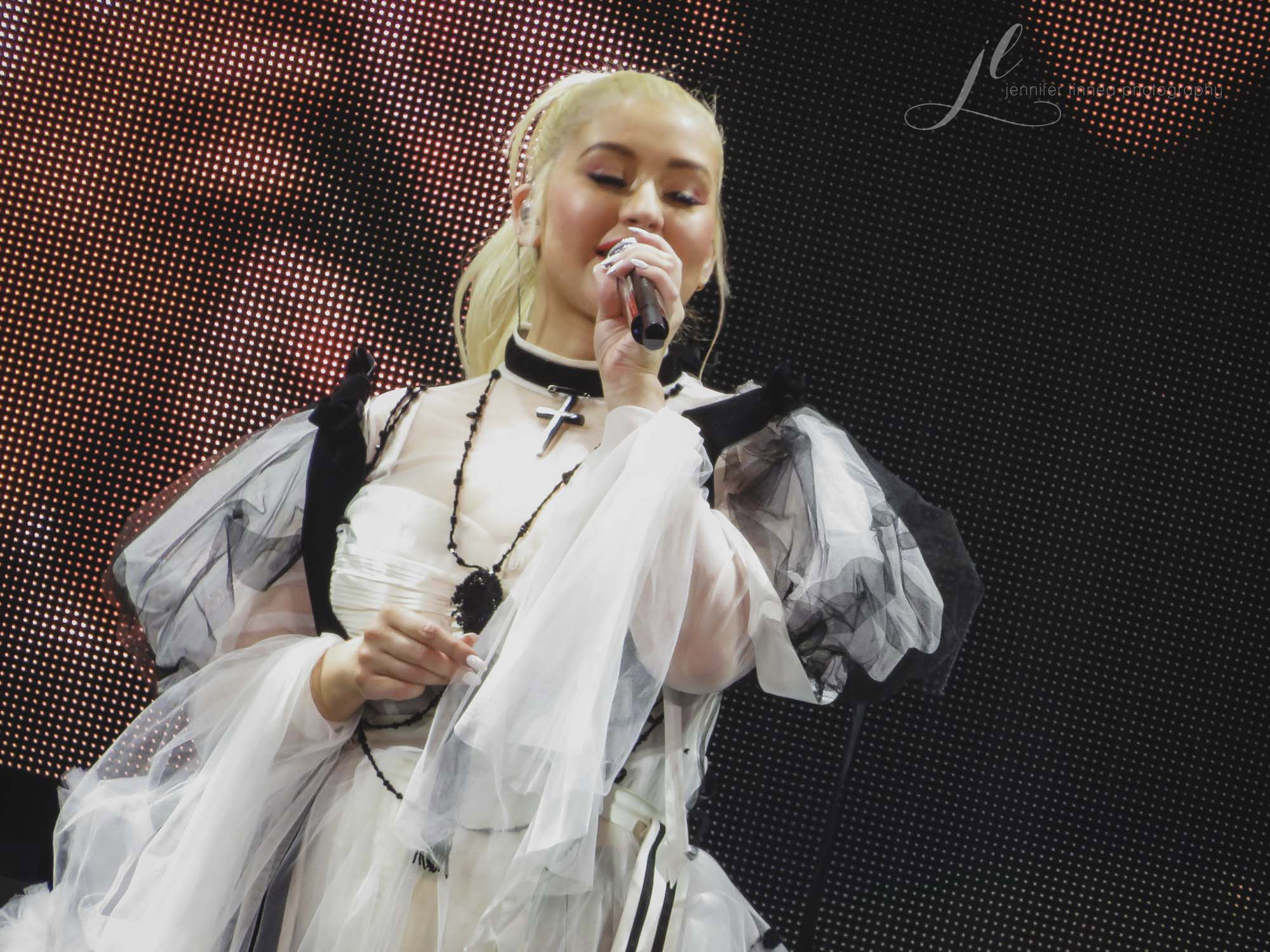
Październik 2018 roku: Aguilera podczas trasy The Liberation Tour.

Jej album Liberation ukazał się 15 czerwca 2018 i zajął szóste miejsce w notowaniu Billboard 200. Został siódmym longplayem Aguilery, który uplasował się w Top 10 tej listy. Dwie pochodzące z albumu piosenki („Fall in Line”, „Like I Do”) nominowano do nagrody Grammy. 25 września rozpoczęła się trasa koncertowa The Liberation Tour, przez magazyn Billboard okrzyknięta później mianem jednej z najlepszych tras roku, a w maju 2019 wystartowała rezydentura w Las Vegas, The Xperience. Niedługo później Aguilera ruszyła w trasę europejsko-amerykańską, The X Tour. 23 sierpnia 2019 została uhonorowana nagrodą Disney Legends, którą otrzymują artyści szczególnie zasłużeni dla korporacji The Walt Disney Company. Pod koniec września 2019 ukazał się singel „Haunted Heart”, nagrany przez artystkę na potrzeby filmu animowanego Rodzina Addamsów, a w listopadzie swoją premierę miał utwór „Fall on Me”, zrealizowany we współpracy z duetem A Great Big World.
24 lutego 2020 pojawiła się na uroczystości pożegnalnej Kobego Bryanta w hali Staples Center, gdzie wykonała utwór „Ave Maria” autorstwa Franza Schuberta. W marcu 2020 serwis Pollstar, zajmujący się branżą koncertową, sporządził notowanie pięćdziesięciu najlepiej zarabiających artystek muzycznych i najbardziej dochodowych tras lat 2000–2019. Aguilera zajęła na liście trzydzieste drugie miejsce. 16 kwietnia 2020 telewizja ABC wyemitowała program The Disney Family Singalong, w którym Aguilera zaśpiewała piosenkę „Can You Feel the Love Tonight” z filmu Król lew. W sierpniu wydała teledysk do nowej wersji przeboju „Reflection”, którą nagrała na potrzeby ścieżki dźwiękowej do aktorskiego filmu Mulan.
22 października 2021 premierę miał singel „Pa mis muchachas”, zwiastujący nowy, hiszpańskojęzyczny album Aguilery. Minialbum La Fuerza ukazał się w styczniu 2022. W marcu Aguilerę wpisano na listę dwudziestu pięciu najbardziej wpływowych kobiet 2022 roku według magazynu People en Español. W maju premierę zaliczył dziewiąty album studyjny wokalistki, Aguilera, nagrany w języku hiszpańskim. W czerwcu piosenkarka pojawiła się na Majorce, występując na Mallorca Live Festival. Koncert, na którym pojawiło się dwadzieścia osiem tysięcy widzów, był chwalony przez dziennik El País.
We wrześniu 2023 roku Aguilera zagrała koncert z okazji parady EuroPride, organizowanej na Malcie. Występ wokalistki obejrzało ponad 38 tys. widzów.

## Spuścizna
Aguilera wraz ze swoim dorobkiem artystycznym zainspirowała liczne wokalistki i wokalistów. Do tego grona należą między innymi Ariana Grande, Becky G, Britney Spears, Demi Lovato, Kelly Clarkson, Miley Cyrus, Rosalía, Sam Smith i Selena Gomez.

## Głos
Christina Aguilera posługuje się czterooktawowym sopranem. Jej możliwości wokalne oscylują między C3 a C♯7.
Powszechnie znana jest z używania melizmatu. Krytycy muzyczni zgodni są co do tego, że pełnia jej głosu najlepiej prezentowana jest w balladach i porównują ją z artystkami, takimi jak Whitney Houston czy Mariah Carey. Do momentu rozpoczęcia profesjonalnej kariery nie korzystała z pomocy nauczycieli śpiewu. Pierwszą styczność z nauką śpiewu miała przy okazji nagrywania utworu „Reflection” na soundtrack do animowanego filmu Mulan wytwórni Disney. To doświadczenie, jak sama przyznaje, pozwoliło jej lepiej operować głosem i śpiewać wyższe dźwięki. „Nigdy wcześniej nie trenowałam głosu, nie wiedziałam więc w jaki sposób jestem w stanie mu zaszkodzić. Od momentu, gdy miałam styczność z nauczycielem śpiewu, pokochałam technikę śpiewania, to, w jaki sposób jestem w stanie sprawić, by mój głos wyśpiewał jeszcze wyższe dźwięki, wszystkie rzeczy, o których nie miałam wcześniej pojęcia, zdając się podczas śpiewania na własny instynkt i podpatrywanie sposobu śpiewania moich ulubionych wokalistów. Gdyby nie doświadczenie nauki śpiewu nigdy nie byłabym w stanie wyśpiewać dźwięków, które śpiewam dzisiaj. Nie byłoby to możliwe kilka lat temu.” Sposób śpiewania, jej możliwości wokalne i społeczna tematyka poruszana przez nią na jej płytach zaowocowały nadanie jej przez media i innych artystów w branży muzycznej przydomku „The Voice of Generation” (tłum. głos pokolenia).
Krytykowana jest za nadmierne używanie melizmatu i zbyt częste wyśpiewywanie wysokich dźwięków. Lucy Davies napisała w BBC Music, że co prawda wokalistka ma „niesamowity głos”, jednak mogłaby spróbować nieco stonować i urozmaicić swój wokal „w prosty sposób, poprzez niezaśpiewanie kilku 'y-e-e-eeeh, woah yeh'”. Linda Perry, która wielokrotnie pracowała z Aguilerą m.in. przy balladzie „Beautiful”, przyznała, że ujarzmienie wokalnych akrobacji piosenkarki stanowiło dla niej problem w trakcie nagrań w studiu. Techniczną perfekcję i ogromną świadomość głosu i jego możliwości podkreślali również inny producenci pracujący z piosenkarką, m.in. Polow Da Don i Sia.
„Są dwie rzeczy, które musisz wiedzieć o Christinie Aguilerze. Po pierwsze, potrafi zrobić ze swoim głosem absolutnie wszystko, jak profesjonalnie wytrenowane zwierzę. Po drugie, należy wiedzieć, że ona zawsze doskonale wie, czego oczekuje.” – Polow Da Don

## Działalność społeczna
Zainspirowana postawą Ellen DeGeneres i Brada Pitta, 15 listopada 2008 wzięła udział w akcji charytatywnej walczącej z inicjatywą legislacyjną Proposition 8, której celem jest umożliwienie zawierania małżeństw osób tej samej płci w Kalifornii. Jak mówiła: Małżeństwo powinno być wstąpieniem w związek dwojga ludzi celebrujących swoją miłość przed innymi. Nie powinno być w nim mowy o orientacji seksualnej.
Na jesieni 2010 wsparła środowisko LGBT, biorąc udział w kampanii It Gets Better na rzecz młodych lesbijek, gejów i biseksualistów. Podczas kampanii przemówiła do nastolatków ze środowiska LGBT słowami: Wiem, jak ważne jest to, by czuć się sobą – w swojej karierze i życiu codziennym. Każdemu, kto czuje się, jak outsider, chcę powiedzieć: nie pozwól tyranii wygrać; bądź sobą i nie pozwól, by czyjeś słowa cię przygnębiły.
Uchodzi za ikonę gejowską. Za działalność aktywistyczną na rzecz LGBT została wyróżniona przez komitet alei sław The Abbey’s Gay Walk of Fame, gdzie 21 kwietnia 2011 – jako pierwsza w całej alei gwiazda – odcisnęła swoje dłonie w odlanym cemencie. W czerwcu 2017, kiedy obchodzono miesiąc dumy LGBT (LGBT Pride Month), magazyn Billboard opublikował list autorstwa Aguilery, skierowany do gejów, lesbijek, osób biseksualnych i transseksualnych, w którym wyraziła członkom społeczności LGBT „szacunek”, „podziw”, „miłość” oraz „podziękowanie za wsparcie”.

## Życie prywatne
W 2000 roku związana była z portorykańskim tancerzem Jorgem Santosem, który występował w jej teledyskach oraz podczas jej tras koncertowych. Rozstali się we wrześniu 2001.
W listopadzie 2005 w hrabstwie Napa w Kalifornii, po trzech latach związku oraz dziesięciu miesiącach narzeczeństwa, wyszła za producenta muzycznego Jordana Bratmana. W styczniu 2008 urodził się ich syn, Max Liron Bratman. W październiku 2010 doszło najpierw do separacji, a następnie rozwodu pary.
Od listopada 2010 media dostarczały wiadomości na temat związku Aguilery z Matthew D. Rutlerem, poznanym na planie filmu Burleska asystentem producenta. Para zaręczyła się w walentynki, 14 lutego 2014. Wkrótce potem do informacji publicznej podano, że artystka spodziewa się drugiego dziecka. Jej córka, Summer Rain Rutler, urodziła się 16 sierpnia 2014.

## Dyskografia
Albumy studyjne
- 1999: Christina Aguilera
- 2000: Mi Reflejo
- 2000: My Kind of Christmas
- 2002: Stripped
- 2006: Back to Basics
- 2010: Bionic
- 2012: Lotus
- 2018: Liberation
- 2022: Aguilera

EP

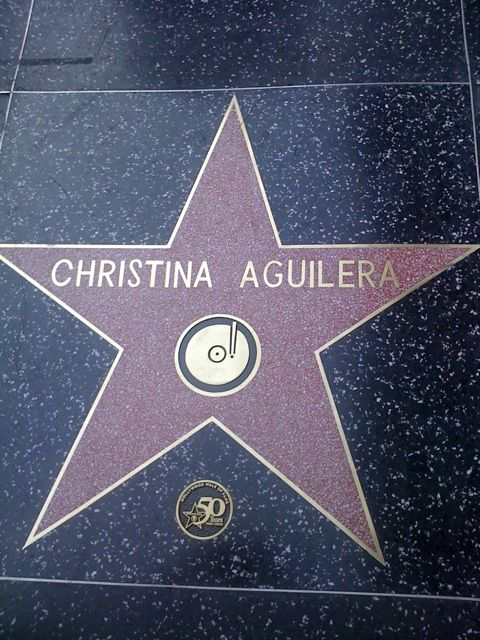
Gwiazda Aguilery na Hollywood Walk of Fame.

- 2003: Justin & Christina (minialbum nagrany wspólnie z Justinem Timberlake’iem)
- 2022: La Fuerza
- 2022: La Tormenta
- 2024: The 25th Anniversary of Christina Aguilera (Spotify Anniversaries Live)

## Trasy koncertowe
- 2000: Sears & Levis US Tour
- 2001: Christina Aguilera Latin American Tour 2001
- 2003: Justified and Stripped Tour
- 2003: Stripped World Tour
- 2006–2008: Back to Basics Tour
- 2018: The Liberation Tour
- 2019–2020: The Xperience (aka Christina Aguilera: The Xperience Las Vegas Residency; rezydentura)
- 2019: The X Tour
- 2022: Christina Aguilera: EU/UK Summer Series[77]

Festiwale muzyczne
- 2014: New Orleans Jazz & Heritage Festival (headliner)
- 2016: Mawazine (headliner)
- 2018: Curaçao North Sea Jazz Festival (headliner)

## Filmografia
| Role filmowe                   | Role filmowe                                    | Role filmowe                       | Role filmowe                                                                   | Role filmowe                |
| Rok                            | Tytuł                                           | Rola                               | Uwagi                                                                          | Przyp.                      |
| ------------------------------ | ----------------------------------------------- | ---------------------------------- | ------------------------------------------------------------------------------ | --------------------------- |
| 2004                           | Rybki z ferajny (Shark Tale)                    | ona sama (w postaci meduzy)        | rola głosowa                                                                   | [ 78 ]                      |
| 2008                           | Rolling Stones w blasku świateł (Shine a Light) | ona sama                           | film dokumentalny; cameo                                                       | [ 79 ]                      |
| 2010                           | Idol z piekła rodem (Get Him to the Greek)      | ona sama                           | cameo                                                                          |                             |
| 2010                           | Burleska (Burlesque)                            | Alice Marilyn „Ali” Rose           | rola główna                                                                    |                             |
| 2012                           | Casa de mi padre                                | usta na początku filmu             | cameo                                                                          |                             |
| 2015                           | Pitch Perfect 2                                 | jurorka w programie The Voice      | cameo                                                                          |                             |
| 2017                           | Emotki. Film (The Emoji Movie)                  | Akiko Glitter                      | rola głosowa                                                                   |                             |
| 2018                           | Kochanek idealny (Zoe)                          | Jewels                             | rola drugoplanowa                                                              |                             |
| 2018                           | Dusza towarzystwa (Life of the Party)           | ona sama                           | cameo                                                                          |                             |
| Role telewizyjne               |                                                 |                                    |                                                                                |                             |
| Rok                            | Tytuł                                           | Rola                               | Uwagi                                                                          | Przyp.                      |
| 1993–1995                      | The Mickey Mouse Club                           | ona sama                           | stały występ w programie (2 sezony)                                            |                             |
| 1999                           | Beverly Hills, 90210                            | ona sama                           | występ gościnny, udział w jednym odcinku                                       |                             |
| 2004                           | Saturday Night Live                             | ona sama                           | udział w jednym odcinku, rola prowadzącej                                      |                             |
| 2010                           | Ekipa (Entourage)                               | klientka/przyjaciółka Ariego Golda | występ gościnny, udział w jednym odcinku                                       |                             |
| 2011–2016                      | The Voice                                       | ona sama                           | stały występ w programie (sezony 1−3, 5. i 8.), rola jurorki/trenerki wokalnej |                             |
| 2015                           | Nashville                                       | Jade St. John                      | gościnny występ w 3. sezonie serialu                                           |                             |
| Filmy dokumentalne o Aguilerze |                                                 |                                    |                                                                                |                             |
| Rok                            | Tytuł                                           | Reżyser                            | Wytwórnia                                                                      | Przyp.                      |
| 2016                           | Christina Aguilera: Pop Diva                    | Thomas Gibson                      | Lapdog Digital                                                                 | [ 80 ] [ 81 ] [ 82 ] [ 83 ] |

## Nagrody
| - 7 nagród Grammy (w tym dwóch nagród Latin Grammy) - MTV Europe Music Awards - MTV Video Music Awards - Glamour Magazine (2004) - Juno Awards (2004) - MTV Asia Awards (2004) - MVPA Awards (2004) - TMF Holland Awards (2004) - Young Scot Awards (2004) - 2005 Bad Award (2005) - I-tunes Awards (2006) - MSN UK (2006) | - MTV Asia (2006) - MTV Europe Music Awards (2006) - Rolling Stone Music Awards (2006) - US Weekly (2006) - Z100's Awards (2006) - NRJ Awards (2007) - Virgin Media Music (2011) - People’s Choice Awards (2013) - MTV España (2018) - Disney Legends (2019) - Fan Favorite Music Icon Award (Freeform’s 31 Nights of Halloween Fan Fest; 2019) |